# Erythronium pusaterii
Erythronium pusaterii är en liljeväxtart som först beskrevs av Philip Alexander Munz och John Thomas Howell, och fick sitt nu gällande namn av Shevock, Bartel och G.A.Allen. Erythronium pusaterii ingår i Hundtandsliljesläktet och i familjen liljeväxter. Inga underarter finns listade.